# Otto Hue

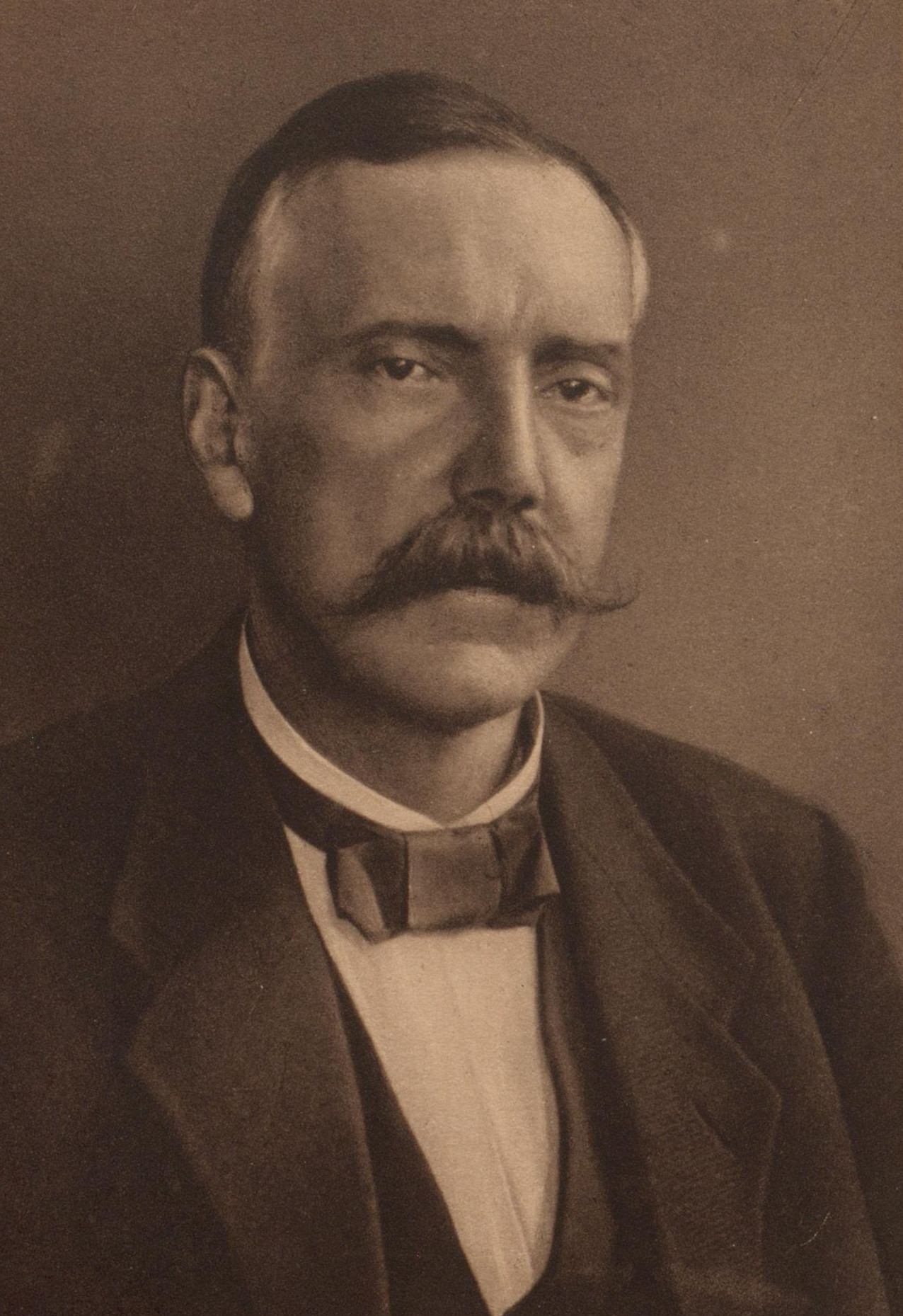
Otto Hue

Otto Hue

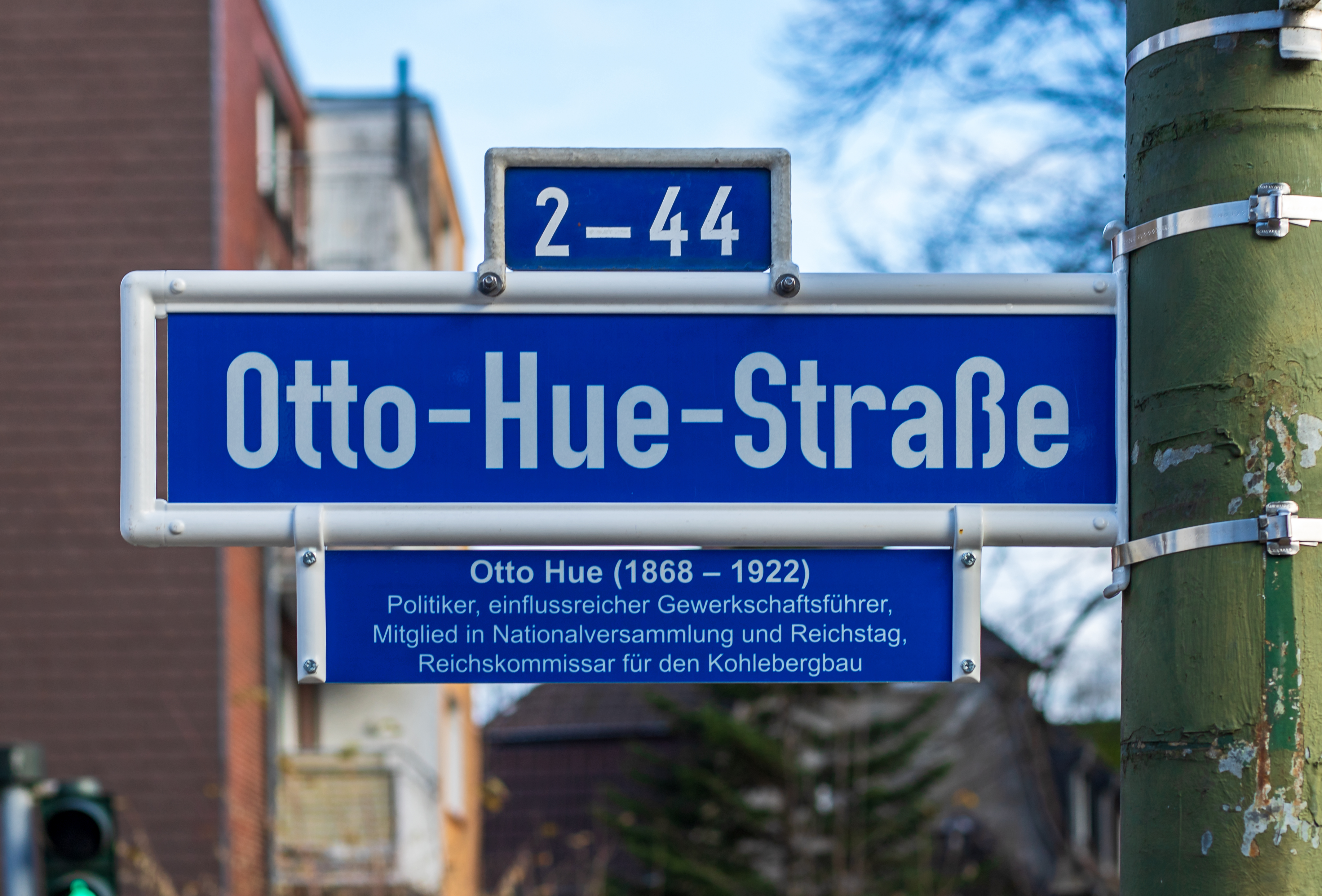
Im Ruhrgebiet sind einige Straßen nach Otto Hue benannt, wie hier in Marl

Otto Hue [ˈhuːə] (* 2. November 1868 in Hörde, heute Dortmund; † 18. April 1922 in Essen) war ein deutscher Gewerkschafter und Politiker (SPD).

## Leben und Werk
Hue wuchs unter ärmlichen Bedingungen in einer Arbeiterfamilie auf und verlor im Alter von sechs Jahren seinen Vater. Nach einer Ausbildung zum Schlosser arbeitete er zwischen 1882 und 1895 in verschiedenen Eisen- und Hüttenwerken des Ruhrgebiets. Mit etwa 20 Jahren wurde Hue Sozialdemokrat. Seit dem Beginn der 1890er Jahre schrieb er Artikel für die Deutsche Berg- und Hüttenarbeiter-Zeitung (die spätere Bergarbeiter-Zeitung), deren Redaktionsleiter er 1895 wurde. Bis 1922 blieb er Angestellter des Bergarbeiter-Verbandes.
Obwohl formal Redakteur, war Hue als Reorganisator des „Alten Verbandes“ (der freigewerkschaftlichen Bergarbeiterorganisation) für die Gewerkschaftsentwicklung von erheblicher Bedeutung. Auch wenn er selbst nie Bergmann gewesen war, galt er doch bald als „Sprecher der Bergarbeiter“. Darüber machte er sich auch als Buchautor einen Namen.
Für den Wahlkreis Bochum-Gelsenkirchen wurde er 1903 in den Reichstag gewählt, dem er bis 1911 angehörte. 1913 bis 1918 war er Vertreter im Preußischen Abgeordnetenhaus. Auch wenn er einige Reformen erreichte, galt er innerhalb der Partei dem linken Flügel als „Neutralitätsduseler und Kompromißler“. Zu Kriegsbeginn 1914 trug er den Kurs des Parteivorstandes mit. Wie dieser sprach er sich seit 1917 für einen Verständigungsfrieden aus.
1904 bis 1917 war Hue Führer der Bergarbeiter-Gewerkschaften und Sekretär der Bergarbeiter-Internationale.
Nach dem Ersten Weltkrieg hatte Hue großen Einfluss auf die innen- und sozialpolitischen Weichenstellungen. Von 1919 bis 1921 war er Mitglied der Verfassungsgebenden Preußischen Landesversammlung und 1921/22 Mitglied des Preußischen Landtages. Er war Abgeordneter der Weimarer Nationalversammlung, Beigeordneter im preußischen Handelsministerium, Reichskommissar für den rheinisch-westfälischen Kohlenbergbau und von 1920 bis zu seinem Tod Mitglied des Reichstags der Weimarer Republik. Hue lehnte die von einigen – auch in der SPD – geforderten einschneidenden Veränderungen, wie die umgehende Sozialisierung des Bergbaus ab. Außenpolitisch setzte er sich für eine Verständigung mit den ehemaligen Kriegsgegnern ein.
Seine letzte Ruhestätte befindet sich auf dem Südwestfriedhof Essen. Zu seinen Ehren und zu seinem Andenken sind einige Straßen im Ruhrgebiet, z. B. in Essen, Mülheim an der Ruhr, Gelsenkirchen, Dortmund, Hattingen, Lünen, Kamen, Ahlen, Marl und Bochum, sowie im Rheinland, z. B. in Frechen, nach ihm benannt. Außerdem wurde ein Altenheim der AWO in Essen-Holsterhausen nach ihm benannt.

## Werke
- Die Bergarbeiter. Historische Darstellung der Bergarbeiter-Verhältnisse von der ältesten bis in die neueste Zeit. Zwei Bände. Dietz, Stuttgart 1910–1913.